# Ulrike Rößler
Ulrike Rößler (geborene Heymann; * 9. August 1977) ist eine deutsche Schachspielerin. Sie erhielt von der FIDE im Jahr 2000 den Titel Internationale Meisterin der Frauen (WIM).

## Schach
Ulrike Heymann wurde Vizemeisterin bei der DDR-Bestenermittlung der Mädchen AK 11/12 1990 in Gräbendorf sowie bei der Deutschen Meisterschaft U15w 1992 in Stadthagen.

### Erfolge
Ulrike Rößler gewann die deutsche Schnellschachmeisterschaft der Frauen 2018 in Gladenbach.

### Vereine
Sie spielte in der deutschen Schachbundesliga der Frauen von 1992 bis 1994 für den Post SV Dresden, in der Saison 1997/98 und von 1999 bis 2006 für den Dresdner SC (der 1994 den Startplatz von Post SV Dresden übernahm); mit diesem gewann sie 2000, 2002 und 2006 den Titel, von 2006 bis 2009 für den USV TU Dresden, an den 2006 die Startberechtigung des Dresdner SC überging, und seit 2017 für den SV 1920 Hofheim. Nach dem Abstieg spielte Ulrike Rößler mit Hofheim noch in der 2. Bundesliga und dann in der Saison 2023/24 für Weißblau Allianz Leipzig erneut in der höchsten Spielklasse.
Im allgemeinen Spielbetrieb spielt Rößler für den SC 1994 Oberland aus Leutersdorf.

## Sonstiges
Nach ihrem Studium unterrichtet sie an den Evangelischen Zinzendorfschulen Herrnhut.